# Typhlomyrmex clavicornis
Typhlomyrmex clavicornis is een mierensoort uit de onderfamilie van de Ectatomminae. De wetenschappelijke naam van de soort is voor het eerst geldig gepubliceerd in 1906 door Emery.